# مسعود اظهر
محمد مسعود اظهر علوی (زاده ۱۰ ژوئیهٔ ۱۹۶۸) رهبر نظامی و تندروی مسلمان و بنیان‌گذار و رهبر سازمان جیش محمد، واقع در پاکستان است که به‌طور عمده و فعالانه در بخش پاکستانی منطقه کشمیر اداره می‌شود. اقدامات او به منطقه جنوب آسیا محدود نمی‌شوند. بی‌بی‌سی نیوز او را به عنوان «مردی که جهاد را به بریتانیا آورد» توصیف می‌کند. مسعود اظهر در ۱ می ۲۰۱۹ در فهرست تروریستی بین‌المللی شورای امنیت سازمان ملل متحد قرار گرفت.

## اوایل زندگی
مسعود اظهر در ۱۰ ژوئیه ۱۹۶۸ (برخی منابع تاریخ تولد او را ۷ اوت ۱۹۶۸ ذکر کرده‌اند) به عنوان سومین از ۱۱ فرزند خانواده (پنج پسر و شش دختر) در بهاوالپور در پنجاب، پاکستان زاده شد پدر اظهر، الله بخش شبیر، مدیر مدرسه دولتی و همچنین یک روحانی با گرایش دیوبندی بود. خانواده اظهر یک مزرعه لبنیات و مرغداری را اداره می‌کردند.
الاظهر پس از کلاس هشتم تحصیل را ادامه نداد و به مدرسه جامع العلوم اسلامی پیوست. او در سال ۱۹۸۹ به عنوان یک عالم از این مدرسه فارغ‌التحصیل شد و کمی بعد به عنوان آموزگار مشغول به کار شد. مدرسه جامع العلوم اسلامی ارتباط نزدیکی با حرکت المجاهدین داشت و اظهر پس از ثبت نام برای حضور در اردوگاه آموزش جهادی در افغانستان متعاقباً زیرمجموعه آن قرار گرفت. مسعود اظهر علیرغم عدم موفقیت در تکمیل دوره، به نیروهای افغان در جنگ شوروی در افغانستان پیوست و پس از وارد آمدن جراحات ناشی از جنگ بازنشسته شد. او پس از آن به عنوان رئیس بخش حرکت المجاهدین انتخاب شد. همچنین مسئولیت سردبیری مجله اردو زبان Sad'e مجاهدین و عربی زبان Sawte Kashmir به او سپرده شد.
اظهر بعداً دبیرکل حرکت انصار شد و از بسیاری از مکان‌های بین‌المللی برای جذب نیرو، جمع‌آوری کمک‌های مالی و انتشار پیام پان‌اسلامیسم بازدید کرد. از جمله مقاصد او زامبیا، ابوظبی، عربستان سعودی، مغولستان، بریتانیا و آلبانی بودند.

## فعالیت در سومالی
اظهر اعتراف کرد که در سال ۱۹۹۳ برای دیدار با رهبران الاتحاد الاسلامیه به نایروبی و کنیا سفر کرده و از یک گروه سومالیایی وابسته به القاعده از حرکات المجاهدین درخواست پول و استخدام نیرو کرده بود. مقامات اطلاعاتی هند معتقدند که او دستکم سه سفر به سومالی داشته و همچنین به آوردن مزدوران یمنی به سومالی کمک کرده است.

## فعالیت در بریتانیا
مسعود اظهر در اوت ۱۹۹۳ برای سخنرانی، جمع‌آوری کمک مالی و تور استخدامی وارد بریتانیا شد. پیام جهاد او در برخی از معتبرترین مؤسسات اسلامی بریتانیا از جمله مدرسه علمیه دارالعلوم بوری، مسجد زکریا، مسجد مدینه در بلکبرن و برنلی و مسجد جامع ارائه شد. پیام او این بود که بخش قابل توجهی از قرآن به قتل فی سبیل الله اختصاص یافته است و حجم قابل توجهی از سخنان پیامبر اسلام، محمد در مورد مسئله جهاد است. اظهر در بریتانیا ارتباطاتی ایجاد کرد که به ارائه آموزش و پشتیبانی لجستیکی در ارتباط با حملات تروریستی از جمله بمب‌گذاری‌های ۷ ژوئیه ۲۰۰۵ لندن، تلاش برای بمب‌گذاری‌های ۲۱ ژوئیه ۲۰۰۵ لندن و تلاش برای قاچاق مواد سازنده بمب مایع به خطوط هوایی فراآتلانتیک در سال ۲۰۰۶ کمک کردند.

## حرکت الانصار
در سال ۱۹۹۳ سازمان ستیزه‌جوی حرکت الانصار تأسیس شد و مسعود به عنوان دبیرکل آن خدمت کرد. در سال ۱۹۹۸ آژانس اطلاعات مرکزی (سیا) در گزارش خود اعلام کرد: «حرکت الانصار، یک سازمان افراطی اسلامی که پاکستان در جنگ نیابتی خود علیه نیروهای هندی در کشمیر از آن حمایت می‌کند، به‌طور فزاینده‌ای از تاکتیک‌های تروریستی علیه غربی‌ها و حملات تصادفی به غیرنظامیان استفاده می‌کند که ممکن است منجر شود غربی‌ها جلسات مرتبط با پان‌اسلام‌گرایی را افزایش دهند.» سازمان سیا همچنین اظهار داشت که الانصار دستکم ۱۳ نفر که ۱۲ تن آنها شهروندان کشورهای غربی بودند را از اوایل سال ۱۹۹۴ تا سال ۱۹۹۸ ربوده‌اند.

## دستگیری در هند
در اوایل سال ۱۹۹۴ مسعود اظهر با هویت جعلی به سرینگر سفر کرد تا تنش بین گروه‌های متخاصم حرکت انصار، حرکت الجهاد اسلامی و حرکت المجاهدین را کاهش دهد. هند او را در فوریه از خانابال در نزدیکی انانتناگ دستگیر و به دلیل فعالیت‌های تروریستی زندانی کرد. وی پس از دستگیری گفت: «سربازان اسلام از ۱۲ کشور برای آزادسازی کشمیر آمده‌اند. ما با موشک‌انداز پاسخ کارباین‌های شما را خواهیم داد.»
در ژوئیه ۱۹۹۵ شش گردشگر خارجی در جامو و کشمیر ربوده شدند. آدم ربایان که خود را الفاران می‌نامند، آزادی مسعود اظهر را جزو خواسته‌های خود قرار دادند. یکی از گروگان‌ها موفق به فرار شد و دیگری در ماه اوت با سر بریده پیدا شد. دیگران از سال ۱۹۹۵ هرگز دیده نشدند یا از آنها خبری نشد. اداره تحقیقات فدرال (اف‌بی‌آی) چندین بار اظهر را در دوران زندان برای کشف محل آدم‌ربایان بازجویی کرد.

## آزادی پس از هواپیماربایی
در دسامبر ۱۹۹۹ پرواز شماره ۸۱۴ ایندین ایرلاینز در مسیر کاتماندو در نپال به دهلی نو ربوده شد و در نهایت پس از پرواز به چندین مکان، در قندهار افغانستان به زمین نشست. قندهار در آن زمان تحت کنترل طالبان بود که پیش‌بینی می‌شد با سازمان اطلاعات نظامی پاکستان (آی‌اس‌آی) در ارتباط است. مسعود اظهر یکی از سه ستیزه‌جوی بود که در ازای آزادی گروگان‌ها خواستار آزادی او شدند. متعاقباً اظهر توسط دولت هند در تصمیمی که توسط بسیاری از جمله آجیت دوال به عنوان «شکست دیپلماتیک» مورد انتقاد قرار گرفت، آزاد شد. طی این اقدام حتی با وزیر امور خارجه [وقت] (جاسوانت سینگ) و وزیر امنیت خارجی [وقت] (لالیت منسینگ) هماهنگی صورت نگرفت و در نتیجه سفیر هند حتی نتوانست وارد فرودگاه ابوظبی شود. ربایندگان پرواز شماره ۸۱۴ ایندین ایرلاینز توسط برادر مسعود اظهر، ابراهیم اظهر رهبری می‌شدند. آزادی او از زندان کوت بهالوال تحت نظارت یک افسر آی پی اس به نام اس‌پی واید صورت گرفت. برادر کوچکترش عبدالرئوف اصغر این حمله را طراحی کرده بود. هنگامی که مسعود اظهر به هواپیماربایان تحویل داده شد، آنها به خاک پاکستان گریختند. پاکستان گفته بود که در صورت پیدا شدن هواپیماربایان، آنها را دستگیر خواهند شد، کما که با توجه به طول مرز و شمار زیادی از نقاط خارج از دسترس در افغانستان کار دشواری است. دولت پاکستان همچنین قبلاً اعلام کرده بود که اظهر اجازه بازگشت به کشور را دارد. زیرا او در آنجا با هیچ اتهامی روبرو نیست.
اندکی پس از آزادی، اظهر برای حدود ۱۰۰۰۰ نفر در کراچی سخنرانی عمومی کرد. او اعلام کرد: «من به اینجا آمده‌ام زیرا وظیفه من این است که به شما بگویم تا زمانی که ما هند را نابود نکرده‌ایم مسلمانان نباید در آرامش باشند.»
در سال ۱۹۹۹ پس از آزادی مسعود، حرکت انصار توسط ایالات متحده ممنوع شد و به فهرست سازمان‌های تروریستی اضافه شد. این اقدام، حرکت انصار را مجبور کرد تا نام خود را به حرکات المجاهدین تغییر دهد.

## جیش محمد
مسعود اظهر قصد داشت گروه تازه‌ای به نام جیش محمد (جم) راه‌اندازی کند. بر اساس گزارش‌ها او از آژانس اطلاعات پاکستان (ISI)، رژیم طالبان در افغانستان، اسامه بن لادن و چندین سازمان مذهبی سنی مستقر در پاکستان کمک دریافت کرده است. جیش محمد توسط خانواده اظهر مانند یک شرکت خانوادگی اداره می‌شود. جامیا بینوریا مدرسه جیش محمد را با طالبان افغانستان پیوند داد.

### ۲۰۰۱ حمله به پارلمان هند
جیش محمد یک رشته حملات مرگبار را علیه اهداف هند انجام داد. از جمله حمله به پارلمان هند در دسامبر ۲۰۰۱ که هند و پاکستان را در آستانه یک جنگ تمام‌عیار قرار داد. حمله تروریستی به پارلمان هند در دهلی نو در ۱۳ دسامبر ۲۰۰۱ رخ داد. عاملان این حمله متعلق به لشکر طیبه (لط) و جیش محمد (جم)، هر دو سازمان تروریستی مستقر در پاکستان بودند. این حمله منجر به کشته شدن پنج تروریست، شش پرسنل پلیس دهلی، دو پرسنل سرویس امنیتی پارلمان و یک باغبان (در مجموع ۱۴) نفر شد. این حمله باعث افزایش تنش بین هند و پاکستان و بن‌بست ۲۰۰۱–۲۰۰۲ هند و پاکستان شد.
بلافاصله پس از حمله به پارلمان هند، در ۲۹ دسامبر ۲۰۰۱ مسعود اظهر پس از فشار دیپلماتیک هند و جامعه بین‌المللی در ارتباط با این حمله به مدت یک سال توسط مقامات پاکستانی بازداشت شد. اما هرگز به‌طور رسمی متهم نشد. دادگاه عالی لاهور در ۱۴ دسامبر ۲۰۰۲ دستور پایان حبس خانگی او را صادر کرد که خشم هند را برانگیخت. اظهر پس از آن هرگز دستگیر نشد.

### حملات بمبئی ۲۰۰۸
در ۷ دسامبر ۲۰۰۸ ادعا شد که او در میان چندین نفری بود که توسط دولت پاکستان پس از حمله نظامی به اردوگاهی در حومه مظفرآباد در ارتباط با حملات بمبئی ۲۰۰۸ دستگیر شدند. او به زندگی در باوالپور ادامه داد. دولت پاکستان دستگیری مسعود اظهر را تکذیب کرد و گفت که از محل اختفای او بی‌اطلاع است در ۲۶ ژانویه ۲۰۱۴ اظهر پس از دو سال انزوا دوباره ظاهر شد. وی در تجمعی در مظفرآباد سخنرانی کرد و خواستار ازسرگیری جهاد در کشمیر شد. گروه او، جیش محمد مدعی است که او در حال حاضر در سریناگر هند است.

### حمله پاتانکوت ۲۰۱۶
گفته می‌شود که حمله سال ۲۰۱۶ پاتانکوت به پایگاه هوایی هند توسط مسعود اظهر و برادرش طراحی شده است. آنها حتی پس از آغاز حمله با تروریست‌ها در تماس مستقیم بودند. آژانس‌های تحقیقاتی هند پرونده‌هایی حاوی شواهدی مبنی بر همدستی اظهر در این حمله تروریستی ارائه کرده‌اند و همچنین به دنبال «اعلامیه دوم گوشه قرمز» از اینترپل هستند.

### حمله پولواما ۲۰۱۹
در ۱۴ فوریه ۲۰۱۹ کاروانی از وسایل نقلیه حامل پرسنل امنیتی در بزرگراه ملی جامو سرینگار توسط یک بمب‌گذار انتحاری در لتپورا در نزدیکی آوانتیپورا، بخش پولواما واقع در جامو و کشمیر هند مورد حمله قرار گرفت. این حمله منجر به کشته شدن ۴۴ پرسنل نیروی ذخیره مرکزی پلیس و مهاجم شد. مسئولیت این حمله را گروه تروریستی اسلامگرای جیش محمد مستقر در پاکستان بر عهده گرفت. آن‌ها حملات را از بیمارستان ارتش پاکستان که در آن تحت بازداشت است تأیید کردند. پس از این حمله، فرانسه، بریتانیا و ایالات متحده پیشنهادی را در شورای امنیت سازمان ملل برای ممنوعیت علیه مسعود ارائه کردند.

### حمله ۲۰۲۵ پهلگام
در ۷ مه ۲۰۲۵ هند در واکنش به حمله ۲۰۲۵ پهلگام به سوی کمپ‌های تروریستی در پاکستان از جمله کمک مسعود اظهر در بهاولپور موشک شلیک کرد. گفته شد مسعود اظهر در این حمله ۱۰ نفر از اعضای خانواده خود از جمله خواهر، برادرزاده، خواهرزاده‌ها و دیگر اعضای خانواده خود را از دست داد.

## تحریم‌ها
وزارت خزانه‌داری ایالات متحده آمریکا، آمریکایی‌ها را از هر گونه معامله با سه شبه‌نظامی مستقر در پاکستان و یک گروه نظامی منع کرد. تراست الرحمت که جبهه عملیاتی برای جیش محمد نامیده می‌شود، برای حمایت و فعالیت آن گروه یا از طرف آن، و محمد مسعود اظهر علوی، بنیان‌گذار و رهبر جیش محمد، برای این گروه تعیین شده است. از طرف گروه اقدام می‌کند.
دولت چین، کمیته اعمال تحریم‌های شورای امنیت سازمان ملل که اظهر را در فهرست تروریستی قرار می‌داد را مسدود کرد و تلاش‌های بین‌المللی برای ایجاد اختلال در فعالیت‌های گروهش را ناکام گذاشت. از سال ۲۰۰۹، ۴ تلاش برای قرار دادن مسعود اظهر در فهرست تحریم‌های شورای امنیت سازمان ملل برای مبارزه با تروریسم صورت گرفته است. چین همه تلاش‌ها را وتو کرد و دلیل آن را فقدان شواهد معرفی کرد. چین بار دیگر در اکتبر ۲۰۱۶ برای حفاظت از اظهر اقدام کرد. دولت چین درخواست هند از سازمان ملل برای شناسایی او به عنوان تروریست را وتو کرد. چین همچنین از حرکت ایالات متحده برای ممنوع کردن اظهر توسط سازمان ملل در فوریه ۲۰۱۷ جلوگیری کرد. آخرین تلاش در ۱۳ مارس ۲۰۱۹ صورت گرفت. با این حال، چین در می ۲۰۱۹ دست از این اقدامات برداشت و در نهایت مسعود اظهر را در فهرست تروریستی جهانی قرار داد.

## کتابشناسی

### کتاب‌ها و جزوه‌های او
مسعود اظهر به عنوان یک نویسنده پرکار، حدود ۲۰ کتاب به‌طور عمده دربارهٔ جهاد نوشته است، از جمله:
- فتح الجواد که پژوهشگر عایشه صدیقه آن را اثر مهم مسعود توصیف کرده است، کتابی است در زمینه جهاد با دو جلد هر کدام ۲۰۰۰ صفحه.[۴۵]
- فضل‌الجهاد، کمیل. دربارهٔ اهمیت جهاد؛ شرحی ۸۵۰ صفحه ای بر مشاریع الاشواق ایلاء-مصری العششاق توسط پژوهشگر قرون وسطایی ابن النحاس. در سال ۲۰۰۲ تخمین زده شد که حدود ۲۰۰۰۰ نسخه از این کتاب در پاکستان فروخته شده است.[۴۶]
- یهود کی کالیس بیماریان (چهل بیماری یهودیان). مؤسسه پژوهش رسانه‌ای خاورمیانه اشاره کرد که ممکن است این کتاب با ۴۲۴ صفحه و ۴۴۰ آیه قرآنی یکی از یهود ستیزترین کتاب‌های زبان اردو باشد.[۴۷] او کل یهودیت را مورد انتقاد قرار داده و آن را «نام دیگری برای عقاید و اعمالی که توسط شیطان ابداع شده است» نامیده است.[۴۸]
- مسکورات زکعهم. زندگینامه سیاسی.
- کحوت بات جهاد. خطبه‌های اسلامی در دو مجلد در باب برجستگی جهاد بر پایه تعالیم اسلام.
- زنگ و نور. ستون‌هایی را عمدتاً در مورد جهاد و انتقاد از دولت پاکستان به دلیل پیروی از سیاست‌های ایالات متحده جمع‌آوری کرد.
- جمال جمیل. دربارهٔ زندگی محمد جمیل کحان، ۱۹۵۳–۲۰۰۴، پژوهشگر برجسته دینی.
- زاد مجاهد: maʻ maktūbāt-i k̲h̲ādim. در برجستگی، آراء و تفسیر جهاد.
- ۷ دین راوشنی که جزیره پر. دوره ۷ روزه جامع معارف اسلامی.
- توحفه یی سادات. بررسی اسماء خداوند در قرآن.

### کتاب‌ها و کتابچه‌هایی دربارهٔ او
- مولانا مسعود احر، مجاهد یا دهشتگرد، اثر محمد طارق محمود کوگحطایی.
- اسیر هند: مولانا مسعود اهر که پرداختیایش پرورش جهاد من شرکت عبدالله مسعود.